# Łomakino (obwód kurski)
Łomakino (ros. Ломакино) – wieś (ros. село, trb. sieło) w zachodniej Rosji, w sielsowiecie łomakińskim rejonu rylskiego w obwodzie kurskim.

## Geografia
Miejscowość położona jest 1,5 km od centrum administracyjnego sielsowietu łomakińskiego (Swoboda), 21,5 km od centrum administracyjnego rejonu (Rylsk), 125 km od Kurska.

## Demografia
W 2010 r. miejscowość zamieszkiwało 12 osób.